# Erling Jessen
Erling Jessen, né le 31 août 1938 à Kolding, est un kayakiste danois. 

## Carrière
Erling Jessen participe aux Jeux olympiques de 1960 à Rome et remporte la médaille de bronze avec le relais 4x500 mètres kayak en compagnie d'Helmuth Sörensen, Arne Höyer et Erik Hansen.